# AspectJ
AspectJ est une extension orientée aspect, créée à Xerox PARC, pour le langage de programmation Java. Cette extension est disponible dans les projets open-source Eclipse, de manière autonome ou sous forme d'extension pour l'environnement de développement Eclipse. AspectJ est devenu le standard, du fait de son utilisation répandue, pour la Programmation orientée aspect en mettant l'accent sur la simplicité et la facilité de mise en œuvre pour les utilisateurs finaux. AspectJ se base sur la syntaxe du langage Java et s'intègre aux IDE pour afficher sa structure transversale depuis sa première publication en 2001.
Le tissage des aspects est réalisé sur les classes compilées. Ce tissage peut être établi au moment de la compilation du code source ou lors de l'exécution, lors du chargement des classes par la machine virtuelle.

## Langage de description simple
Tout programme Java est compatible AspectJ. Toutefois, AspectJ permet également aux programmeurs de définir des constructions spéciales nommées "aspects". Les "aspects" peuvent contenir plusieurs entités inutilisables par des classes standard.
On trouve :
- Déclaration inter-types - permet au programmeur d’introduire des méthodes, champs ou interfaces à des classes existantes depuis l'"aspect". L'exemple suivant ajoute une méthode acceptVisitor (voir Visiteur (motif de conception)) à la classe Point :

```
aspect
 
VisitAspect
 
{

    
void
 
Point
.
acceptVisitor
(
Visitor
 
v
)
 
{

        
v
.
visit
(
this
);

    
}

}

```

- "Pointcut" - non traduit par convention ; pourrait se traduire par "Point de césure" - permet au programmeur de spécifier des "Join points" - non traduit par convention ; pourrait se traduire par "Point de jonction" - (définis à des moments clés de l'exécution d'un programme, comme l'appel à une méthode, l'instanciation d'objet ou l'accès à une variable). Tout "poincut" est une expression vérifiant la correspondance d'un "join point".

Par exemple, ce "pointcut" fait correspondre l'exécution de n'importe quelle méthode d'instance d'un objet de type Point dont le nom commence par set :
```
pointcut
 
set
()
 
:
 
execution
(
*
 
set
*
(..)
 
)
 
&&
 
this
(
Point
);

```

- "Advice" - non traduit par convention; pourrait se traduire par "Greffon" - permet au programmeur de spécifier le code à exécuter au "Join point" remplissant la condition d'un "pointcut". Les actions peuvent être exécutées avant, après ou autour du "Join point" spécifié. Ici, l'"advice" rafraîchit l'affichage à chaque fois que quelque chose de l'objet Point est set, grâce au "pointcut" définis plus tôt :

```
after
 
()
 
:
 
set
()
 
{

    
Display
.
update
();

}

```

AspectJ supporte également des formes statiques limitées de vérification et réutilisation d'aspect basées sur les "pointcuts" (par héritage).

## Voir également
- (en) Guide de programmation AspectJ pour une description plus détaillée du langage.